# Fanita English
Fanita English (* 22. Oktober 1916 in Galați, Rumänien; † 20. Januar 2022) war eine US-amerikanische Psychoanalytikerin, Gruppenanalytikerin, Psychotherapeutin und Autorin von Schriften zur Transaktionsanalyse. Sie hat die vier Grundeinstellungen von Eric Berne in einen entwicklungspsychologischen Kontext gestellt und um die fünfte Variante „Ich bin ok – Du bist ok – realistisch“ erweitert. Sie lehrte als Gruppentherapeutin in vielen Ländern.

## Leben und Werk
Fanita English verbrachte ihre Kindheit und Jugend in Istanbul. Sie studierte Psychologie u. a. bei Jean Piaget und in Paris. Die Tochter jüdischer Eltern flüchtete über mehrere Stationen in die USA, wo sie einen M.A. for Social Work erwarb. Sie absolvierte Ausbildungen in Psychoanalyse, Gestalttherapie (bei Fritz Perls) und Transaktionsanalyse (bei Eric Berne und David Kupfer). Sie gründete das Eastern Institute for TA and Gestalt.
Im Gegensatz zu Sigmund Freud postuliert English drei grundlegende Triebe – Überlebenstrieb, Schöpfungstrieb und Ruhetrieb. Diese stehen in einem homöostatischen Gleichgewicht (vgl. Humberto Maturana), so wie die Organe in einem Organismus zusammenspielen. Fanita English verbindet tiefenanalytische Verfahren mit verhaltens- bzw. erlebnisorientierten Konzepten. Sie unterscheidet zwischen einem euphorischen narzisstischen ok-Gefühl und einer realistischen Weltsicht, die sich erst nach der Überwindung des Ödipus-Komplexes entfalten kann. Auch hat sie neue Konzepte zum Dreiecksvertrag und zu den phasenspezifischen Subsystemen im Kind-Ich-Zustand entwickelt.
Ihre Tochter Deirdre English ist als Journalistin tätig. Fanita English lebte in San Mateo in Kalifornien.

## Ehrung
- 1978 Eric Berne Memorial Scientific Award für Rackets and Real Feelings: The Substitution Factor
- 1997 Eric Berne Memorial Award in Transactional Analysis für Hot Potato Transmission and Episcript
- 2010 Gold Medal der European Association of Transactional Analysis

## Ausgewählte Publikationen
- Tauschhandel der Gefühle – Transaktionsanalyse mit Fanita English (Videokass. 45 Min.) Erlangen: Universität Erlangen-Nürnberg 1987
- Transaktionsanalyse – Gefühle und Ersatzgefühle in Beziehungen. Hamburg 1991, 3. veränderte Neuherausgabe des 1976 erschienenen Buches „Transaktionale Analyse und Skriptanalyse: Aufsätze u. Vorträge von Fanita English“ Hilarion Petzold & M. Paula [Hrsg.] – Dt. Studienausg. Hamburg: Wissenschaftlicher Verlag Altmann, 1976 vom Original „Selected Articles“ (1976)
- Was werde ich morgen tun? Berlin: Institut für Kommunikationstherapie, 1980. ISBN 3-9800439-0-8 Englisches Original: (1977) „What shall I do tomorrow“ in Barnes G. (Hg.) (1977), S. 287–347
- Es ging doch gut – was ging denn schief? Beziehungen in Partnerschaft, Familie und Beruf. München: Christian Kaiser Verlag 1982/1992 (jetzt bei Bertelsmann: 6. Auflage)
- English, Fanita & Wonneberger Klaus-Dieter: Wenn Verzweiflung zu Gewalt wird … Gewalttaten und ihre verborgenen Ursachen. Paderborn: Junfermann Verlag 1992.
- English, Fanita & Pischetsrieder Gerd: Ich – Beruf, Leben, Beziehungen. Hamburg: Pischetsrieder Consulting 1996.
- English, Fanita & Karnath, Joachim: Lebenscoaching; Salzhausen: iskopress 2009

## Über Fanita English
- Interview mit Fanita English in: Becker, Vera: Die Primadonnen der Psychotherapie, aderborn: Junfermann Verlag, 1989
- Interview mit Fanita English von Sigrid Roehl: In der Kommunikation behutsam sein, Osterberg-Newsletter 3/2001, Niederkleveez
- Fanita English / Bernd Schmid – Dialog zwischen den Generationen von Sabine Caspari
- Sigrid Röhl: Fanita English: Über ihr Leben und die Transaktionsanalyse. Hamburg 2004, ISBN 3-89403-431-9
- Burkhard Treude: Vom Script zur EVA - Fanita Englishs Fortentwicklung der Transaktions-Analyse. In: Congress & seminar 9/1981